# Toritama
Toritama é um município do estado de Pernambuco, no Brasil. Localiza-se a uma latitude 8º0'24" sul e a uma longitude 36º3'24" oeste, estando a uma altitude de 349 metros. Sua população estimada em 2019 era de 45.219 habitantes. Localizada no agreste pernambucano, é integrante do polo de confecção conhecido nacionalmente.

## História
Em meados do século XIX, Toritama era a Fazenda Torres, de propriedade de João Barbosa. Era uma fazenda de gado situada na margem esquerda do Rio Capibaribe. O povoamento ocorreu após a construção da capela em homenagem a Nossa Senhora da Conceição, à qual o proprietário da fazenda doou parte de suas terras. Em 1953, o município emancipou-se de Taquaritinga do Norte. O primeiro prefeito eleito foi José Jota de Araújo, que só foi escolhido três anos e meio depois da emancipação política, que aconteceu em 29 de dezembro de 1953, quando foi elevada a cidade, sendo, antes, distrito de Vertentes e Taquaritinga do Norte. O município teve, como primeiros administradores interinos, Joaquim Aurélio Correia de Araújo e Antônio Manuel da Silva.

### Origem do nome
O significado do topônimo Toritama tem interpretações divergentes. Segundo o Portal dos Municípios, tori significaria pedra, e tama, região, em alusão às pedras com cerca de 30 metros de altura que dão a impressão de uma torre à margem direita do rio Capibaribe. Já Luís Caldas Tibiriçá afirma provir do tupi do século XVIII tory-etama: "facho de luz, região do farol". José de Almeida Maciel traduz por "terra alegre" pela junção dos termos tupis toryba (felicidade, alegria) e retama (país, região, terra). Já o sociólogo Roberto Harrop Galvão acredita ser uma junção de vários trechos do tupi, com duas possíveis interpretações: na primeira, ter-se-ia acrescentado, à palavra "Torres", o sufixo tama, e, posteriormente, a pronúncia teria sido suavizada para "Toritama". Na segunda interpretação, significaria "Terra do Sexo" (tor'iba: sexo e re'tama: região).

## Economia
Toritama se destaca pela produção e venda de roupas (principalmente feitas de jeans).
O desfavorecimento do solo e a presença de um rio apenas temporário fez com que a população buscasse a sobrevivência em atividades industriais. Inicialmente com a fabricação de calçados, que fez, do município, um polo calçadista de destaque na região durante a década de 1970.
A atividade declinou-se em decorrência da grande concorrência da indústria de grandes calçadistas, o que fez com que as fábricas de calçados de couro entrassem em declínio, falindo em pouco tempo. Isso obrigou a população a procurar outra forma de trabalho. Como não poderia ser na área agrícola ou pecuária, optou-se pela fabricação de jeans industrial começando com retalhos. A atividade proliferou rapidamente, sendo que 15% das confecções feitas com jeans produzido no Brasil vem de Toritama.
Sendo um produto de qualidade e preço baixo, o jeans de Toritama atrai consumidores de todo o Brasil para comprá-lo e, depois, revendê-lo em suas cidades.
O Parque das Feiras foi inaugurado em setembro de 2001, na BR-104. Nele, fica concentrado o comércio da cidade e a maioria das lojas de roupa do município. É construído em uma área de nove hectares, dividida em boxes e lojas, ainda possuindo unidades de restaurantes e lanchonetes em seu complexo. Tem estacionamento para 2000 veículos e oferece 2393 boxes de 3 metros quadrados cada.
Em agosto de 2015, foi inaugurado o Uai Shopping. Pertencente a Rede Uai, o local é direcionado para a comercialização de atacado e varejo em vestuário e acessórios, além de contar com praças de alimentação, atrações culturais, bancos e estacionamentos com áreas de integração para carros, ônibus e vans.

## Vegetação
A vegetação predominante em Toritama é a Caatinga hipoxerófica arbustiva, com árvores e arbustos entremeados de cactáceas e bromeliáceas.

## Clima
O clima é semiárido, quente, com chuvas no outono e inverno, apresentando um dos índices pluviométricos mais baixos do Agreste. Dados históricos de precipitação da Sudene 1962 e 1985, revelam uma média anual de 550,50 mm, com um máximo de 907,40 mm e um mínimo de 188,40 mm. A temperatura entre 25 e 35° no verão e 20° no inverno.

## Semanal de Toritama

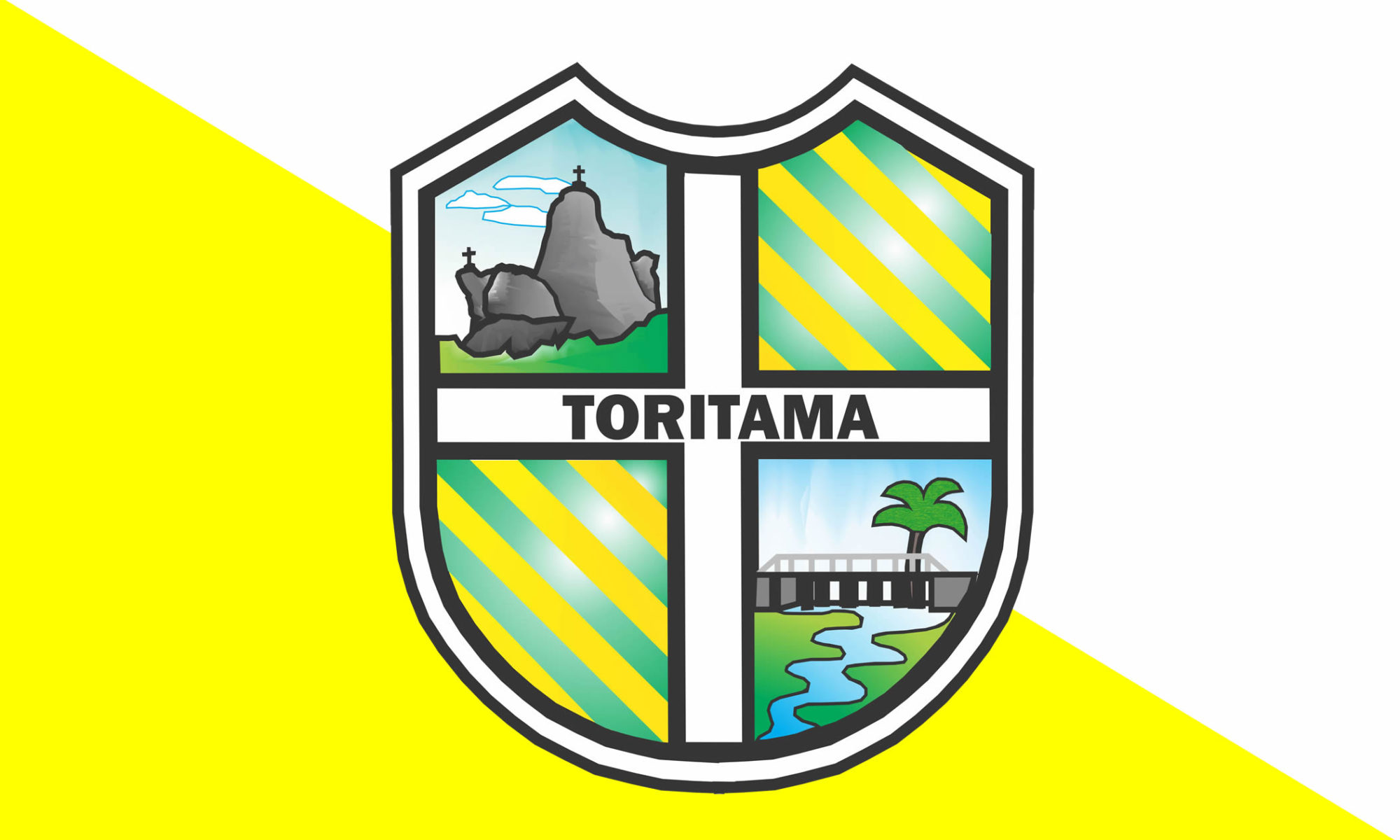
Bandeira Toritama

Em fevereiro de 2011, chegaram em Toritama as primeiras fontes jornalistas da região – Jornal Semanal de Toritama -, levando semanalmente um informativo de distribuição gratuita a população. A cidade ainda conta com o Jornal Folha da Cidade, Jornal do Commercio e Folha de Pernambuco.

## Esporte
Toritama possuiu um clube no Campeonato Pernambucano de Futebol chamado Portuguesa Futebol Clube.
Em julho de 2020, foi inaugurado o Estádio Municipal Enoque Bezerra na cidade.